# FC LeRK Brno
FC LeRK Brno was een Tsjechische voetbalclub uit Brno. De club was in 1910 opgericht als Sparta Královo Pole in Královo Pole, een stad die in 1919 opging in Brno. In 1995 fuseerde de club met SK Prostějov fotbal tot SK LeRK Prostějov en ging in Prostějov spelen. Als TJ Spartak KPS Brno speelde de club een jaar op het hoogste niveau van Tsjecho-Slowakije in het seizoen 1961/62.

## Naamsveranderingen
- 1910 – Sparta Královo Pole
- 1922 – SK Královo Pole (Sportovní klub Královo Pole)
- 1948 – ZK GZ Královo Pole (Závodní klub Gottwaldovy závody Královo Pole)
- 1949 – fusie met JTO Sokol Moravská Slavia Brno → ZSJ GZ Královo Pole (Závodní sokolská jednota Gottwaldovy závody Královo Pole)
- 1953 – DSO Spartak Královo Pole (Dobrovolná sportovní organisace Spartak Královo Pole)
- 1954 – TJ Spartak Královo Pole Brno (Tělovýchovná jednota Spartak Královo Pole Brno)
- 1961 – TJ Spartak KPS Brno (Tělovýchovná jednota Spartak Královopolské strojírny Brno)
- 1963 – TJ KPS Brno (Tělovýchovná jednota Královopolské strojírny Brno)
- 1965 – ontbinding fusie met JTO Sokol Moravská Slavia Brno
- 1978 – TJ KS Brno (Tělovýchovná jednota Královopolské strojírny Brno)
- 1993 – FC LeRK Brno (Football Club LeRK Brno)